# Christiane F.
Christiane F. (rojena Christiane Vera Felscherinow), * 20. maj 1962, Hamburg, Nemčija.
Christiane je znana po svetu zaradi knjige Mi, otroci s postaje Zoo, ki je nastala po njenih tonskih zapisih (intervjuih) pri 16 letih, ko je bila zasvojena s heroinom in je opisovala resnične dogodke svojega življenja. 
Christiane se je rodila v Hamburgu, vendar se je z družino preselila v Zahodni Berlin, ko je bila še otrok. V Berlinu sta njena starša kovala velike načrte, da bodo živeli v velikem in luksuznem stanovanju in bosta odprla in vodila ženitveno poslovalnico. Ti načrti so splavali po vodi in morali so se preseliti v Gropiusovo mesto, »betonsko džunglo«, kot ga je v knjigi poimenovala Christiane. V Gropiusovem mestu je Christiane spoznala, kako odrasli v resnici ravnajo z otroki. Povsod so bile table, ki so nekaj prepovedovale. Christianin oče je začel pretepati mater in starejšo hčer (Christiane), če nista naredili vsega tako, kot je on hotel. Mlajši hčeri (Christianini sestri) pa ni nikoli naredil nič.